# Jarlshof

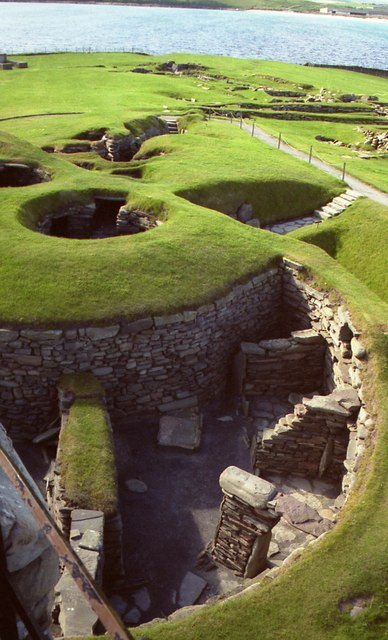
Jarlshof, juni 1991.

Jarlshof är en plats på Shetlandsöarna i Storbritannien, vid Sumburgh Ness, den södra spetsen av huvudön Mainland. Området är känt för sina förhistoriska och vikingatida boplatser.
Skotska arkeologer har grävt ut platsen sedan 1930, under ledning av bland andra Alexander Ormiston Curle. Den förhistoriska bosättningen består av ett komplex av minst sex stenhus som har bebotts under lång tid och genomgått ett antal ombyggnader. De äldsta husen är oregelbundet ovala (så kallade courtyard-hus) och har givit fynd från en stenålderskultur baserad på djurhushållning, jordbruk och fångst, och karakteriserad bland annat av märkligt formade skifferredskap och täljstenskar. Den tycks vara samtida med bronsåldern på resten av Brittiska öarna, och omkring mitt under bosättningsperioden har ett av husen blivit omgjort till bronsstöperi för vapen och redskap av yngre bronsålderstyp. Något senare, antagligen omkring 500 f.Kr., har bostäderna byggts om till runda hus av den så kallade wheel house-typen, och hela den äldre redskapskulturen i sten och brons förfaller, antagligen som en följd av påverkningar från den tidigaste engelska järnålderskulturen.
Från den fornnordiska bosättningen på Jarlshof har man hittills grävt ut nio hus med tillhörande stenlagda gårdar, diken och stengärden. De hör alla till den långa, smala typen som också har hittats på andra platser på ögrupperna i Nordatlanten och på Island. De har varit föremål för många ombyggnader, och de rika fynden av ben- och metallsaker visar att bosättningen har varat från början av 800-talet till cirka 1300.
Fynd har gjorts av ristade och målade stenskivor, som bland annat föreställer ett drakhuvud och ett vikingaskepp.
Namnet Jarlshof, som först användes om de närliggande ruinerna efter en 1600-talsherrgård, är uppdiktat, hämtat från romanen The Pirate av sir Walter Scott (1822).